# Papa-mel-filigrana
O papa-mel-filigrana (Anthochaera phrygia) é uma ave em perigo crítico, endêmica do sudeste da Austrália. É amplamente considerado uma espécie-bandeira em sua região, com os esforços para sua conservação beneficiando diversas outras espécies que compartilham seu habitat. Pesquisas genéticas recentes indicam que ele é estreitamente relacionado às aves do gênero Anthochaera [en].

## Taxonomia
Descrito pela primeira vez pelo naturalista inglês George Kearsley Shaw em 1794, o papa-mel-filigrana foi transferido para o gênero Anthochaera [en] em 1827 pelos naturalistas Nicholas Aylward Vigors e Thomas Horsfield. Por muitos anos, foi conhecido como Xanthomyza phrygia (Zanthomiza por Gregory Mathews), gênero criado por William Swainson em 1837. Análises de DNA revelaram que sua ancestralidade está, na verdade, inserida no gênero Anthochaera. O ancestral do papa-mel-filigrana separou-se de uma linhagem que deu origem ao papa-mel-de-barbela-vermelha e ao papa-mel-de-barbela-amarela, enquanto o papa-mel-de-asa-ruiva [en] e o papa-mel-lunulado [en] surgiram de outra linhagem que divergiu anteriormente.
O nome genérico Anthochaera deriva do grego antigo anthos ("flor, desabrochar") e khairō ("desfrutar"); o epíteto específico phrygia vem do latim phrygius, referindo-se ao povo da Frígia, conhecido por sua habilidade em bordados com ouro.

## Descrição
A cabeça e o pescoço são de um preto brilhante. O peito é coberto por pintas amarelo-pálidas contrastantes, e as penas da cauda e das asas combinam preto e amarelo vivo.

### Dieta
Alimenta-se principalmente de néctar de espécies de eucaliptos e ervas-de-passarinho, e, em menor grau, de insetos e sua melada. Também consome frutas nativas e cultivadas.

### Reprodução
A reprodução ocorre majoritariamente entre agosto e janeiro, durante a primavera e o verão do hemisfério sul. A temporada reprodutiva parece estar associada à floração de espécies-chave de eucaliptos e ervas-de-passarinho. São postos dois ou três ovos em um ninho em forma de taça. Estudos mostram que o sucesso dos ninhos e a produtividade dos ninhos bem-sucedidos são baixos nesta espécie, com vigilância revelando alta predação por diversas aves e mamíferos arbóreos. Há também um viés de sexo entre os adultos, com uma estimativa de 1,18 macho por fêmea.

## Distribuição

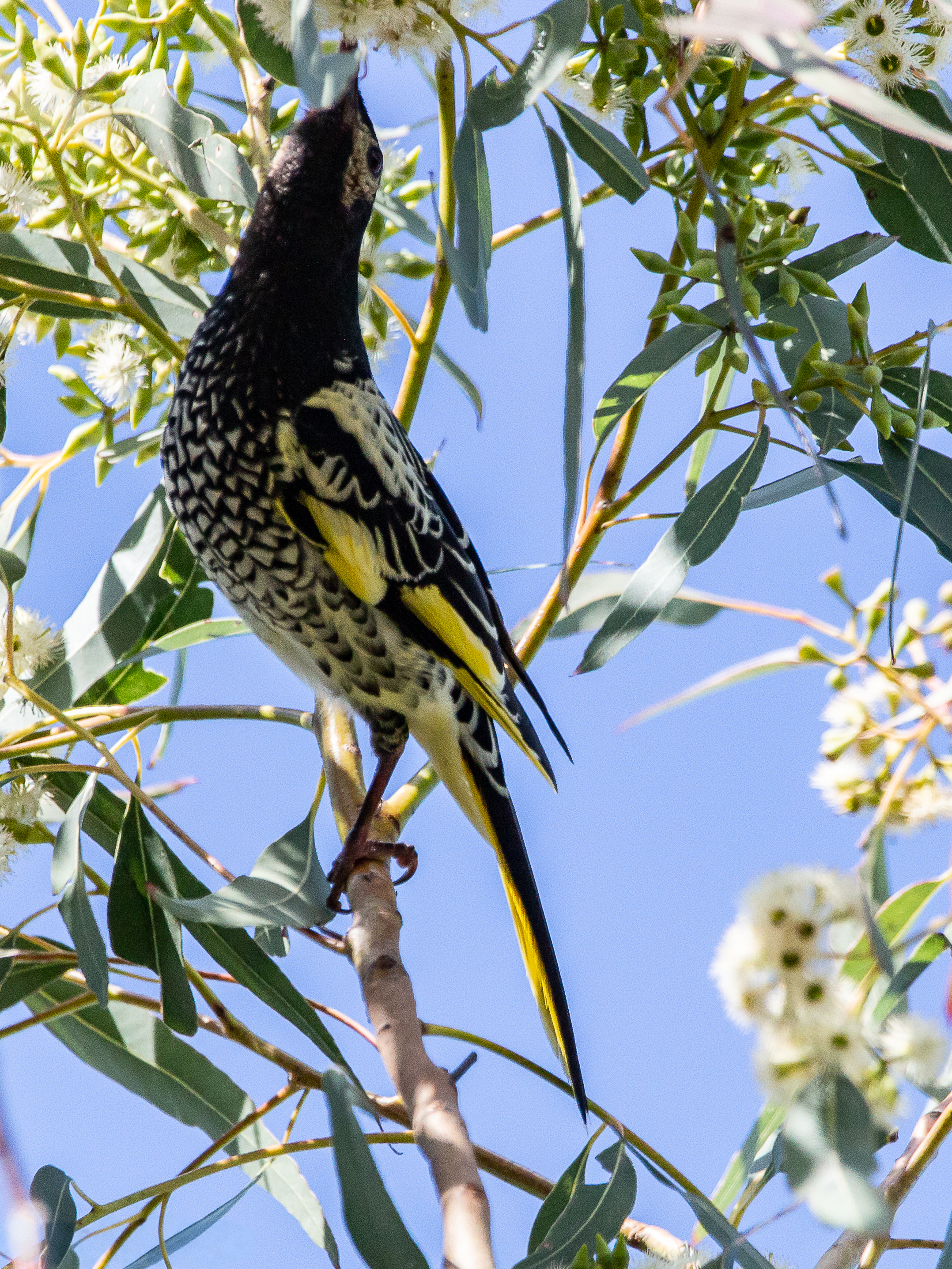
Papa-mel-filigrana

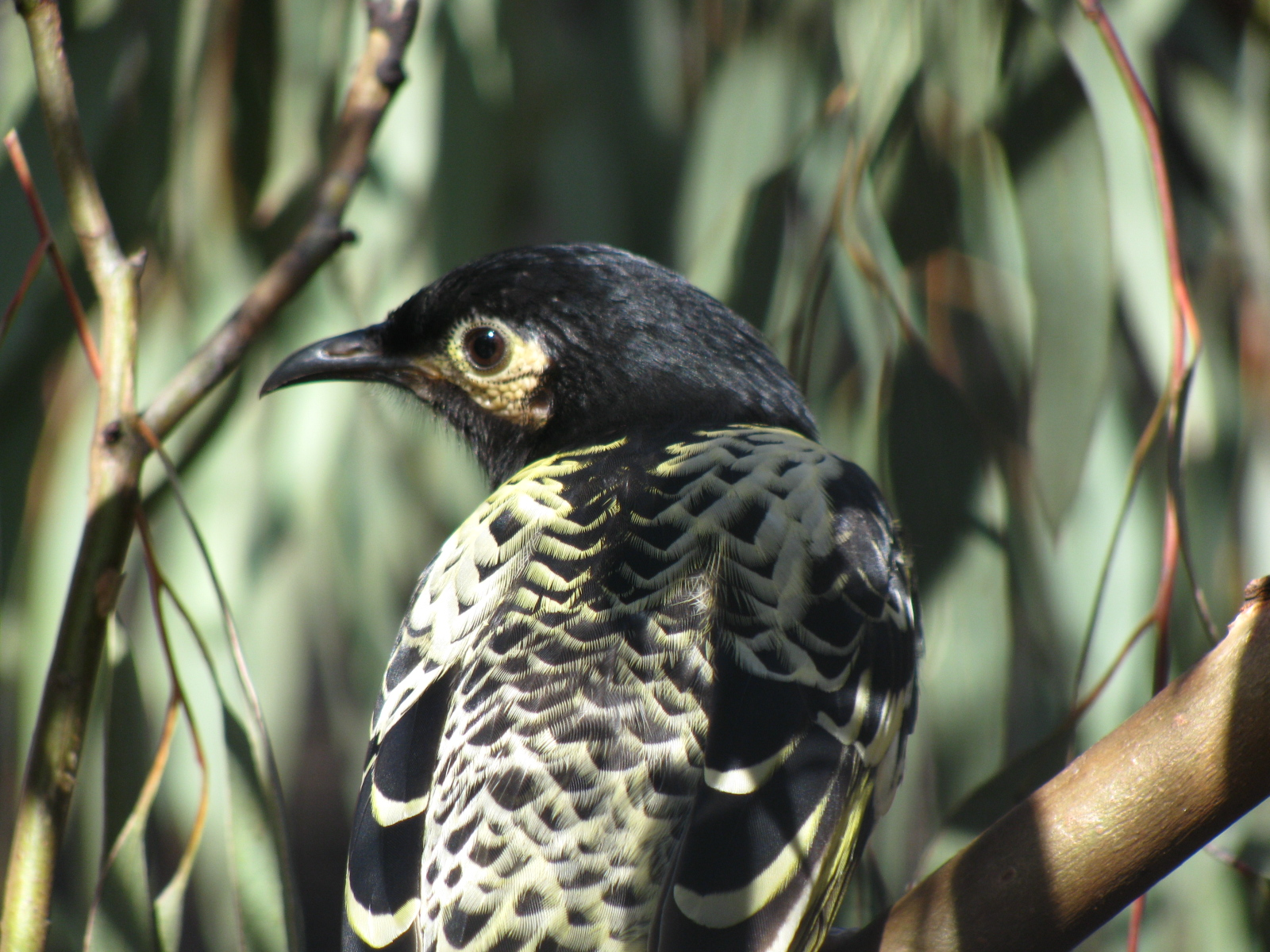
Papa-mel-filigrana no Zoológico de Adelaide, Austrália Meridional

O papa-mel-filigrana já foi comum em áreas de bosques do leste da Austrália, especialmente nas encostas internas da Cordilheira Australiana. Outrora, podia ser encontrado até o oeste, em Adelaide, mas desapareceu da Austrália Meridional e do oeste de Victoria. Seu alcance vai do nordeste de Victoria até a região da Sunshine Coast, em Queensland, mas a população está agora fragmentada. A maioria dos avistamentos ocorre em alguns locais no nordeste de Victoria, nas encostas ocidentais da Cordilheira Australiana em Nova Gales do Sul e na costa central de Nova Gales do Sul. Em 1999, as três principais áreas de reprodução eram a Área Importante para Aves de Bundarra-Barraba e o Vale Capertee [en] em Nova Gales do Sul, e o nordeste de Victoria.
A maioria desses locais de reprodução foi afetada pelos devastadores incêndios florestais de 2019-2020 na Austrália, o que provavelmente terá um impacto muito negativo sobre a já pequena população selvagem.

### Áreas Importantes para Aves
A BirdLife International identificou os seguintes locais como importantes para o papa-mel-filigrana em 2011:

#### Queensland
- Traprock

#### Nova Gales do Sul
- Brisbane Water [en]

- Bundarra-Barraba

- Vale Capertee

- Montanhas Azuis Maiores

- Hastings-Macleay

- Vale Hunter

- Lago Macquarie [en]

- Mudgee-Wollar

- Florestas de Richmond

- Tuggerah

#### Victoria
- Região de Box-Ironbark de Warby-Chiltern

Em julho e agosto de 2018, pares de aves foram avistados em três locais no sudeste de Queensland. Um porta-voz da BirdLife Australia [en] afirmou que isso indicava a pressão das condições de seca no norte de Nova Gales do Sul, forçando as aves a buscar fontes de alimento mais favoráveis.

## Status de conservação
O papa-mel-filigrana é classificado como em perigo crítico na Lista Vermelha da IUCN, e foi listado como ameaçado sob a Lei de Proteção Ambiental e Conservação da Biodiversidade de 1999 da Austrália (EPBC Act) e a Lei de Conservação da Natureza de 1992 de Queensland. O Plano de Ação para Aves Australianas 2010, compilado por pesquisadores da Universidade Charles Darwin e publicado em outubro de 2011 pela CSIRO, incluiu o papa-mel-filigrana na lista de "em perigo crítico", apontando a perda de habitat como a principal ameaça.
A ave foi elevada de ameaçada para em perigo crítico nacionalmente (sob o EPBC Act) em 9 de julho de 2015. Cada estado aplicou sua própria classificação sob legislações locais, variando de "em perigo" (Victoria) a "em perigo crítico" (Nova Gales do Sul).
O Departamento do Meio Ambiente da Comunidade elaborou um Plano Nacional de Recuperação para o papa-mel-filigrana em abril de 2016. Os incêndios de 2019-2020 provavelmente aproximarão a espécie da extinção, com apenas cerca de 250 indivíduos restantes na natureza naquela época.
Um estudo de 2018 classificou-o como o sétimo na lista de aves australianas com maior probabilidade de extinção.
Um estudo genético publicado em 2019 utilizou a técnica de hibridização RAD (hyRAD) em amostras recentes e de museus de aves selvagens, cobrindo um período de 100 anos ao longo de sua distribuição histórica e contemporânea, avaliando o impacto do declínio no tamanho, estrutura e diversidade genética da população. As amostras de museu mostraram que a estrutura populacional do papa-mel-filigrana era historicamente baixa, o que persiste apesar da severa fragmentação de habitat em sua área de reprodução. A extinção pode ocorrer nesta espécie nômade antes que um impacto genômico detectável do pequeno tamanho populacional seja percebido.
Um estudo de março de 2021 alertou que o rápido declínio desse pássaro canoro está dificultando o aprendizado de cantos de acasalamento pelos jovens devido ao desaparecimento dos adultos, o que pode complicar ainda mais os esforços de conservação para evitar sua extinção. A complexidade de seus cantos diminuiu, e 12% dos machos foram observados cantando músicas de outras espécies, incluindo as aves do gênero Strepera e o periquito-omnicolor. Segundo um dos autores do estudo, essa perda de canto pode reduzir a capacidade das aves de encontrar um parceiro e, caso o façam, a fêmea tem menos probabilidade de pôr um ovo.

### Esforços de conservação
Um programa de reprodução em cativeiro [en] em uma propriedade privada no Vale Hunter liberou 20 aves – 11 fêmeas e 9 machos – na natureza em junho de 2020. Em 2012, aves haviam sido soltas na mesma área a partir de um programa do Zoológico de Taronga. Muito esforço foi dedicado para garantir fontes de alimento às aves, e a maioria foi equipada com pequenos transmissores de rádio para rastrear seus movimentos. Com cerca de 13 aves selvagens no local, esperava-se que as liberadas se reproduzissem com as selvagens, aumentando a população e a diversidade. Essa foi a primeira liberação de papa-méis-filigrana desde um evento semelhante no nordeste de Victoria. Em agosto de 2020, uma das aves marcadas foi avistada e fotografada em uma casa no Vale Hunter, pela primeira vez desde sua liberação dois meses antes. Outra ave foi encontrada e levou os conservacionistas a um novo grupo de papa-méis-filigrana selvagens perto de Broke [en], a cerca de 30 km do local de liberação, do qual não tinham conhecimento prévio.

## Textos citados
- Vigors, N.A.; Horsfield, T. (1827). «A description of the Australian birds in the collection of the Linnean Society; with an attempt at arranging them according to their natural affinities (Part 1)». Transactions of the Linnean Society of London. 15 (1): 170–331. doi:10.1111/j.1095-8339.1826.tb00115.x A página de título da edição indica o ano de 1826.